# Hangtian Bowuguan
Shendu Gonglu (chiń. 沈杜公路站) – stacja końcowa metra w Szanghaju, na linii 8. Zlokalizowana jest za stacją Lianhang Lu. Została otwarta 5 lipca 2009.